# Sabae
Sabae (鯖江市 Sabae-shi?) es una ciudad situada en el suroeste de la prefectura de Fukui, Japón. 
A partir de abril de 2012, la ciudad tiene una población estimada de 68 703 y una densidad de población de 810 personas por km². La superficie total es de 84,75 km².